# اودواری
اودواری (به مجاری: Udvari) یک شهرداری در مجارستان است که در ناحیه تاماشی واقع شده‌است. اودواری ۲۷٫۶۵ کیلومتر مربع مساحت و ۴۸۹ نفر جمعیت دارد.